# Шевченківський район (Львівська область)
Шевченківський район — колишній район Львівської області, центром якого було село Пархач (нині Межиріччя; тепер належить до Шептицького району).

## Історія
10 січня 1940 року політбюро ЦК КП(б)У обговорило питання про адміністративний поділ Львівської області, зокрема було прийнято рішення про утворення Шевченківського району із центром у селі Пархач (нині Межиріччя). Втім, саме село було перейменовано на Шевченкове.
З середини 1940 року у прикордонному селі Пархач знаходилась Перша прикордонна комендатура, комендантом якої був О. Строков.
Начальником Шевченківського райвідділу НКВД у 1939—1941 рр. був Г. В. Серветник.

## Територія
17 січня 1940 р. Указом Президії Верховної Ради УРСР утворено Шевченківський район з ґмін Сокальського повіту Корчин, Пархач і південної частини ґміни Белз.
Але 10 вересня 1940 р. східну частину району з селами Гоголів, Корчин, Поздимир, Радванці, Розжалів та Яструбичі було передано до складу Радехівського району, а західну частину — до Великомостівського району, решта сільрад — до Угнівського району.